# Anthreptes rubritorques
El suimanga cuellirrojo (Anthreptes rubritorques) es una especie de ave paseriforme de la familia Nectariniidae endémica de Tanzania.

## Descripción
El suimanga cuellirrojo mide entre 8,5 y 9 cm de largo, y tiene un pico relativamente corto y ligeramente curvado hacia abajo. Sus partes superiores son de color verde iridiscente con las alas oscuras, y las inferiores de color gris. Los machos presentan una banda roja atravesando su pecho. Las hembras carecen de esta banda roja y su cabeza es de tonos verdes oliváceos más discretos.

## Distribución y hábitat
Se encuentra en el dosel de las selvas húmedas del noreste e interior de Tanzania. Está amenazado por la pérdida de hábitat.